# Roberto Campiotti

Bischofswappen von Roberto Campiotti

Roberto Campiotti (* 31. Oktober 1955 in Varese) ist ein italienischer Geistlicher und römisch-katholischer Bischof von Volterra.

## Leben
Roberto Campiotti trat 1974 nach dem Schulabschluss am Liceo Scientifico in Varese in das Priesterseminar in Mailand ein. Er studierte Philosophie und Katholische Theologie an der Theologischen Fakultät von Norditalien. Campiotti wurde am 10. Dezember 1978 in der Basilika San Vittore in Varese durch den Erzbischof von Mailand, Giovanni Kardinal Colombo, zum Diakon geweiht und empfing am 16. Juni 1979 im Mailänder Dom durch den Weihbischof in Mailand, Bernardo Citterio, das Sakrament der Priesterweihe für das Erzbistum Mailand.
Campiotti war als Lehrer zunächst an einer Mittelschule (1979–1981) und später an einer Oberschule (1981–1995) tätig. Daneben wirkte er als Pfarrvikar der Pfarreien Santi Filippo e Giacomo in Laveno-Mombello (1979–1990), San Francesco di Sales in Mailand (1990–1992) und San Giulio in Cassano Magnago (1992–1995). Von 1995 bis 1997 war Roberto Campiotti Pfarrer der Pfarrei San Lorenzo in Sumirago, bevor er Pfarrer der Pfarrei San Siro in Albusciago wurde. 2006 wurde er Pfarrer der Pfarreien San Giovanni Evangelista in Caidate, San Vincenzo in Menzago und Santi Pietro e Paolo in Quinzano. Zudem war er als Verantwortlicher des Pfarrverbands San Benedetto in Sumirago tätig. Ab 2010 war Campiotti Rektor des Collegio Ecclesiastico Internazionale San Carlo Borromeo in Rom und Primicerius der lombardischen Erzbruderschaft Santi Ambrogio e Carlo.
Am 12. Januar 2022 ernannte ihn Papst Franziskus zum Bischof von Volterra. Der Erzbischof von Mailand, Mario Delpini, spendete ihm am 26. Februar desselben Jahres im Mailänder Dom die Bischofsweihe; Mitkonsekratoren waren der emeritierte Bischof von Volterra, Alberto Silvani, und der Weihbischof in Mailand, Paolo Martinelli OFMCap. Sein Wahlspruch Christo nihil praeponere („Nichts Christus vorziehen“) stammt aus der Regula Benedicti (RB 72,10). Die Amtseinführung erfolgte am 27. März 2022.